# Nuevo Jotoaquil
Nuevo Jotoaquil är en ort i Mexiko.   Den ligger i kommunen Chilón och delstaten Chiapas, i den sydöstra delen av landet, 800 km öster om huvudstaden Mexico City. Nuevo Jotoaquil ligger 999 meter över havet och antalet invånare är 219.
Terrängen runt Nuevo Jotoaquil är varierad. Runt Nuevo Jotoaquil är det glesbefolkat, med 16 invånare per kvadratkilometer. Närmaste större samhälle är Ocosingo, 10,1 km söder om Nuevo Jotoaquil. I omgivningarna runt Nuevo Jotoaquil växer i huvudsak städsegrön lövskog.